# Friedrich Lenz (Biologe)

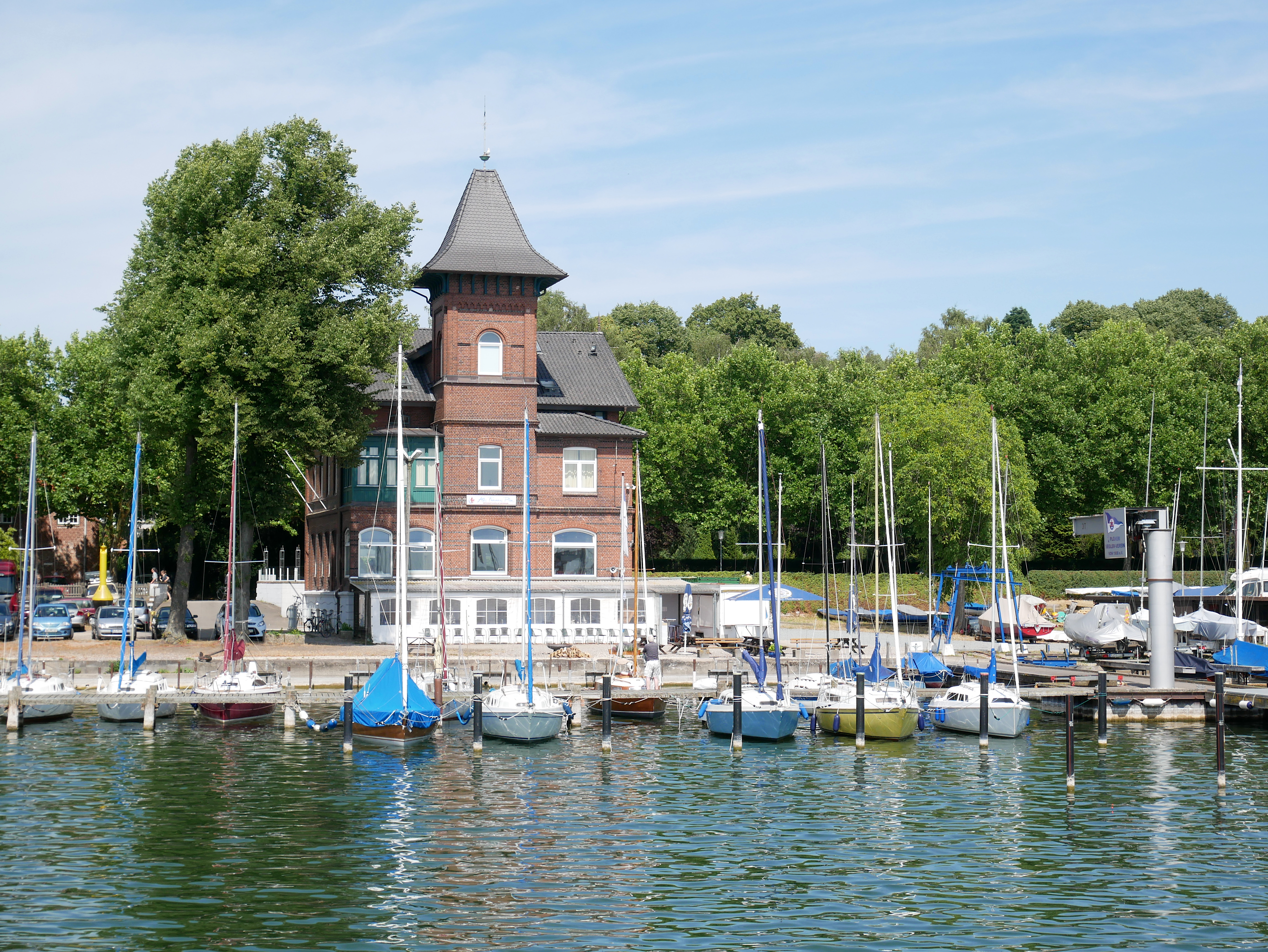
Ehemalige hydrobiologische Station am Großen Plöner See

Friedrich Matthias Lenz (* 14. September 1889 in Prosterath; † 7. September 1972 in Neuss) war ein deutscher Hydrobiologe und Limnologe. Sein wissenschaftliches Lebenswerk sind seine systematisch und ökologisch ausgerichteten Forschungen an Chironomiden und anderen Insektenarten, daneben verschiedene limnologische und fischereibiologische Untersuchungen.

## Leben und Wirken
In Prosterath bei Trier geboren, verbrachte Friedrich Lenz seine Jugend in Neunkirchen/Saar. Dort legte er 1909 die Reifeprüfung ab. Er studierte in Bonn, Freiburg und Münster Naturwissenschaften und Mathematik. In Münster wurde er durch die Vorlesungen des Privatdozenten August Thienemann so sehr beeindruckt, dass er sich für Binnengewässer und ihre Erforschung interessierte.
Im Ersten Weltkrieg in Frankreich schwer verwundet und für immer hörgeschädigt, promovierte er im Juli 1919 an der Universität Kiel bei August Thienemann zum Thema „Die Metamorphose der Chironomus-Gruppe. Morphologie der Puppen und Larven“. Untersuchungen zu den Chironomiden beschäftigten ihn zeitlebens.
Mit Kriegsende 1918 war Friedrich Lenz als erster Assistent an der Hydrobiologischen Anstalt der Kaiser-Wilhelm-Gesellschaft in Plön beschäftigt. Schon bald nach seiner Promotion, als es in Deutschland noch keine „Universitätsgesellschaft“ gab, begann Lenz volkshochschulartige Kurse an der alten „Biologischen Station“ in Plön, Vorgängerin des Max-Planck-Instituts für Limnologie, abzuhalten.
1931 habilitierte er sich an der Universität Kiel, wo er 1934 zum außerplanmäßigen Professor ernannt wurde.
Neben seinen Forschungs- und Dozententätigkeiten widmete Lenz sich wissenschaftsorganisierten Aufgaben, so auch dem Aufbau der 1922 gegründeten „Internationalen Vereinigung für theoretische und angewandte Limnologie“ (IVL, jetzt SIL). Auf der Gründungsversammlung wurde er zum Generalsekretär gewählt und hatte dieses Amt bis 1948 inne. Im selben Jahr wurde er zum Vizepräsidenten der IVL ernannt, wenig später auch zum Repräsentanten der deutschen Sektion.
Anfang der 1930er Jahre war er mehrere Monate forschend in Karelien tätig. Zum 1. Mai 1933 trat er der NSDAP bei (Mitgliedsnummer 2.748.957) und schloss sich im selben Jahr auch der SA an.
1934/35 führte er zusammen mit Harald Sioli fischereibiologische und limnologische Untersuchungen in Nordostbrasilien durch, so dass auch die Limnologie tropischer Gewässer eines ariden Gebietes bekannt wurde.
Der Nachlass von Friedrich Lenz befindet sich im Archiv der Max-Planck-Gesellschaft sowie vormals in der Limnologischen Flußstation des Max-Planck-Instituts in Schlitz. Er war Mitglied der Unitas tom-Kyle im Unitas-Verband.

## Schaffen und Ehrungen
- 1953 Naumann-Thienemann-Medaille

## Werke
- 1921: Die Metamorphose der Chironomus-Gruppe. Morphologie der Puppen und Larven (Diss. 1919)
- 1924: Die Chironomiden der Wolga
- 1928: Einführung in die Biologie der Süßwasserseen
- 1928: Chironomiden aus norwegischen Hochgebirgsseen : Zugleich e. Beitr. zur Seetypenfrage
- 1931: Lebensraum und Lebensgemeinschaft
- 1933: Das Seetypenproblem und seine Bedeutung für die Limnologie
- 1934: Untersuchungen zu den Aristeidesscholien
- 1945: (Hrsg.). Festband August Thienemann : zum 60. Geburtstag, gewidmet von seinen Freunden. - Stuttgart : Schweizerbart.
- 1948: 25 Jahre Internationale Vereinigung für theoretische und angewandte Limnologie